# 北京军区对越轮战
北京军区对越轮战，是两山战役中由中国人民解放军北京军区所属部队（主要是陆军第二十七集团军）承担老山一线防御任务的一系列战斗汇总。开始于1987年4月30日，防御任务持续一年至1988年4月30日为止。

## 解放军序列
- 北京军区[1]
  - 陆军第二十七集团军，政委徐永清、军长钱国梁、政治部主任朱增泉、副军长黄信生
    - 摩托化步兵第79师235团、237团（不含装甲部队）
    - 摩托化步兵第80师238团、239团、240团（不含装甲部队）
    - 步兵第81师241团
    - 集团军炮兵旅1营、2营、4营、5营
    - 摩步第79师炮兵团1营、2营
    - 摩步第80师炮兵团1营、2营
    - 高炮旅带6个营（其中3个营作为军工）

  - 炮兵第十四师
    - 炮兵37团1营、2营
    - 炮兵10团1营、2营
    - 一个反坦克导弹连

  - 工兵第5团（欠伪装营营部和2个连）
  - 某工兵团（欠舟桥营）
  - 通信团等直属部（分）队

其他配属分队包括1个汽车团、2个侦察大队、3个野战医疗所、1个军械修理所、1个汽车修理所和1个野战防疫队

## 背景
1987年12月，沈阳军区陆军第十六集团军组成第十三侦察大队；陆军第四十集团军组成第十四侦察大队；陆军第六十四集团军组成第十五侦察大队，进入战区。1988年1月，成都军区陆军第十三集团军三十七师、三十八师一、二团，炮兵旅、工兵团、电子对抗营进入文山、砚山两县集结。1988年3月27日至6月3日，陆军第二十七集团军所属部队撤离战区。1989年1月，第十三、十四、十五侦察大队先后撤离战区。

## 主要战斗

### 4.22战斗（408高地反偷袭战斗）
4月22日凌晨，越军第356师149团约两个班兵力沿39号阵地东南侧偷袭找408高地的第235团7连阵地。1时45分，当越军进至距39号阵地前沿约20米处时，该阵地4、5、6、8号哨位同时向越军投掷手榴弹，当场毙伤越军各2名，余越军撤退。3时30分，越军约一个班再度摸至39号阵地前沿欲行偷袭。第235团炮兵群当即发射两发照明弹，该团7连4、5，6、8号峭位和与之相邻的8连41号阵地7、8号哨位用手榴弹、定向雷协同打击越军，毙越军2名，伤越军3名，余越军撤退。13日零时30分，小青山方向越军突然向解放军408高地实施炮击，95分钟内倾泻炮弹近200发。随后，越军第149团约一个连兵力分多路、多批次向解放军阵地摸来。当越军进至10号哨位前沿时，该哨位班长马信武和两名战士抓住时机先越军开火，当即毙越军1名、伤越军2名。此时，其他哨位也相继与越军交火，以手榴弹、定向雷等抗击来袭之越军。7连连长朱世平一面指挥60炮班向进入解放军阵地前沿之越军进行还击，一而呼唤团属迫击炮兵对故实施拦阻射击．终将来越军击退。此后，越军连续对408高地进行了五次反扑，怛都被解放军打退。在前后四个多小时的战斗中，7连共毙越军8人、伤越军13人。
那拉方向。1987年4月22日，当面之越军乘解放军第235团接防立足末稳之机，于18时30分起向解放军406高地火力队、里头寨炮阵地以及前沿诸阵地实施猛烈炮击；第235团迅速以四个迫击炮连对越军进行反炮击。次日1时20分，越军70余人在炮火掩护下，分三路向解放军前沿阵地连续发动进攻。第235团迅速调整炮兵火力，以团炮群部分炮兵重点压制偷袭之越军．另以四个营属迫击炮连对越军援兵实施拦阻射击，以部分60迫击炮实施火力“护点”。战斗至4时35分，该团炮兵配合步兵连续打退越军五次进攻，毙伤越军各30余名．摧毁越军各种工事9个、高射机枪1挺、60平击炮1门；解放军炮兵无一伤亡。

### 4.22战斗（上甘岭反偷袭战斗）
4月22日22时30分许，越军一个加强排分多路偷袭偏马方向“上甘岭”(1175．4)高地，向解放军无名1号高地和无名2号高地各哨位投弹扫射。解放军第239团6连指战员当即奋起抗击，经30分钟激战，将越军击退。23时50分，越军再次发动袭击。解放军6连各哨位人员依托工事，在炮火支援下与来越军激战至23日凌晨2时，再次打退了越军。4时20分，越军在炮火掩护下第三次袭击解放军阵地，6连官兵用手榴弹和冲锋枪与故激战两个多小时，牢牢守住了阵地，并毙伤越军12名。
八里河东山方向：22日22时至23日7时10分，越军约两个加强排兵力，先后对解放军偏马、东山方向前沿阵地进行袭扰和偷袭。当越军踩响地雷暴露企图后，越军炮兵即对解放军前沿实施炮击。解放军第238、第239团炮兵在重点压制越军迫击炮兵的同时，集中火力对偷袭之越军猛烈射击，支援一线步兵打退了越军三次进攻。此次战斗，第80师共投入五个炮兵连、37门火炮．耗弹244发，毙伤越军17名。

### 4.24战斗（662.6反偷袭战斗）
陆军第二十七集团军八十一师第二四一团四连，于1987年4月24日夜至25日凌晨，在662。6高地区抗击了越军三五六师一四九团一个加强营规模的多方向、多路、多点偷袭。越军第三五六师一四九团于1987年2月接防后，正值解放军换防，陆军第二十七集团军步兵第二四一团接防后，越军经常进行偷袭、渗透侦察活动，并进行试探性进攻。步兵第二营（欠炮兵连，不含82无后坐力炮排）为团右翼营，在B63号、787、8号高地地域组织防御，坚守12个阵地，97个哨位，其任务是扼守662。6高地，抗击越军从牛昆塘向662。6高地和松毛林方向进攻，营指挥所设于662。6高地。4月24日22时50分，越军首先对老山方向实施炮击，23时，对B63、B62、B38、B37、B24号阵地实施猛烈炮击，守军使用122榴弹炮营和122迫击炮连对越军538。5高地及纵深炮阵地实施压制射击。23时20分，越军炮火向纵深787。8高地、B44号阵地转移，步兵依托牛昆塘、南戛前出阵地，向B38、B37、B43、B63、B62号阵地偷袭。团组织炮兵火力进行压制，将其击退。25日1时25分，越军分多路向B60、B55号阵地，662。6高地，48号阵地摸进，当其进行至哨位前约20米时，四、五连各阵地以手榴弹、步枪火力突然开火；团营属炮兵在前沿前行拦阻射击，并对牛昆塘、494高地和浅近纵深阵地实施重点压制，越军在步炮兵火力的打击下撤退。2时57分，越军在炮火的掩护下，分三路再次向B57、B65号阵地和662。6高地接近，团令100迫击炮连和一、二炮连分别向四连阵地前诸高地炮击火控点进行标定射击，越军被击退。4时5分，越军20人第四次向B37、B38号阵地和662，6高地摸进，四、五连抓住战机，依托哨位，起爆前沿障碍物，并以60迫击炮行压制射击，4时45分，越军被迫回撤。
此次战斗，历时7小时30分，击毙越军15名，击伤12名。

### 4.27战斗（18号阵地反偷袭战斗）
18号阵地位于芭蕉坪方向，由步兵第240团8连1排(含加强给该排的团特务连侦察排4班)坚守。此处三面临越军，防御工事极为薄弱，阵地形势越军高解放军低，极易受越军火力瞰制。4月27日3时15分，越军乘天降大雨之机以—个加强排兵力从三个方向迂回偷袭18号阵地。当越军进至13号哨位前沿20米时，8连1班长张茂忠发现越军情，立即向越军开火并迅速向上级报告情况：当越军偷袭重点转向12号哨位时，同样遭到8连1班战士的反击。战士朱立国在与越军激战中身体多处中弹，仍向越军猛投手榴弹，直至昏倒在地。副班长黄子国用机枪和冲锋枪交替向越军猛烈扫射，连续打退越军三次反扑。拂晓，当黄子国正抱着机枪向放扫射时，被越军两个点射击中后阵亡。班长张茂忠闻讯，指挥本班各哨位战士反击越军。经过前后十个小时激战，越军撤退。28、29两日，越军多次以班排规模兵力偷袭解放军18号阵地，均未得手。4月30日晚，越军以两个排在两挺高射机枪和三挺重机枪掩护下对18号阵地实施钳形合击。该阵地阵地长、排长卢德宏带领全排人员与越军展开激战。5月1日零时许，数名越军从翼侧摸上解放军阵地，把一束手榴弹扔进13号哨位。年仅17岁的战亡王爱军为掩护班长张茂忠和其他战友阵亡。张茂忠在手榴弹爆炸瞬间跳起来欲救王爱军，也被炸成重伤。他从血泊中爬起，一手捂住流出的肠子，一手操起冲锋枪向越军猛扫，把攻上表面阵地的三名越军全部击毙。1时30分，一股越军又逼近解放军阵地前沿。此时阵地上弹药已经不多，卢德宏命令大家把所有的文字材料和图表烧掉，把剩下的弹药大部集中到12、13号哨位，号召大家发扬“人在阵地在，誓与阵地共存亡”的革命英雄主义气概．坚决打退越军的进攻。负伤27处的张茂忠表示：“有解放军大胡子(张茂忠胡须较浓密，又多日末刮，人称“大胡子班长”)在，阵地丢不了！”激烈的战斗持续至天亮。越军屡攻末成后撤退。解放军18号阵地官兵与越军激战五昼夜，共打退越军41次进攻和偷袭，毙伤越军50余名，毁越军高射机枪一挺，被上级誉为“钢铁的战士，钢铁的阵地”。

### 4.28战斗（1072高地反偷袭战斗）
4月28日凌晨1时20分，越军第149团一个加强排对解放军1072高地进行多路轮番偷袭。解放军第237团8连在本团炮火的有力支援下，用冲锋枪、手榴弹和60迫击炮奋勇抗击。战斗持续7个小时，共毙伤越军30余人，解放军无一伤亡。
4月28日21时30分，越军对解放军老山方向1073高地实施炮击后．以一个排兵力偷袭该高地。解放军第237团当即组织两个榴弹炮连对越军迫击炮阵地进行重点压制，井以三个迫击炮排对解放军1073高地进行”护点”射击，迫越军撤退。次日凌晨4时15分．越军向解放军阵地实施炮击，发射炮弹260余发；6时许．越军一个排再次对1073高地偷袭，第237团及时集中两个迫击炮连行压制射击，毙伤越军11人，配合步兵击退了偷袭之越军。

### 5.3战斗（54号阵地反偷袭战斗）
5月3日22时30分，越军一个班向解放军偏马方向54号阵地摸来，在距解放军前沿尚有五六十米时，即被第239团4连观察员呼唤的团炮群，以密集的炮火打散。越军偷袭不成，复以一个加强排兵力在炮火掩护下向解放军第54号阵地反扑。该阵地三面是悬崖，地势孤立突出，表面阵地不足30平方米。当越军摸至阵地前十余米时，4连14名战士突然先越军开火，越军撤退。少顷，越军又在54号阵地对面小山包上用重机枪和游动炮向解放军阵地射击，解放军第239团炮群及时实施炮火压制，将越军游动炮摧毁。4日零时20分，经过调整补充的越军又向54号阵地发起进攻，十余名越军从悬崖边攀到了3号哨位附近，还有数名越军爬上该哨位顶部。守在该哨位的班长王高银正在洞口抗击越军，被越军投下的手榴弹和炸药震昏过去。苏醒后，又操起冲锋枪跃上工事顶部，向越军猛烈射击。进攻的越军又一次被挫败后，便用火焰喷射器进行报复。战士们边灭火边还击越军，王高银索性搬了一箱手榴弹冲到工事顶部，居高临下向越军猛投。战斗至5时许结束。在第54号阵地战斗中，解放军先后打退越军五次进攻，毙越军13名．伤越军6名，摧毁游动炮1门；解放军仅轻伤1人。

### 雨季作战阶段
6月13日4时，越军约一个排兵力在炮火掩护下，利用夜暗向第237团守卫的1073.8高地实施偷袭。该团1连奋起抗击并将越军打退，歼越军l0人。
6月17日22时至次日凌晨，越军约一个排兵力分多路偷袭解放军第240团9连5、6、7、8、9号阵地，另以一个班偷袭该团8连14号阵地；23时1O分至次日5时，越军以两个班分头偷袭第241团8连23号、29号阵地。解放军防御分队在炮兵火力支援下打退了越军，计毙越军7人，伤越军10人。
7月20日，第236团3营接替了“李海欣高地”和404高地主峰阵地的防务。23时30分，越军突然对该高地实施猛烈炮击，顷刻，3营阵地落弹650余发。解放军炮兵迅速组织了反击。23时40分，越军两个班利用炮火掩护分两路向“李海欣高地”摸来。在越军尚未展开战斗队形之际，便被解放军炮兵以拦阻射击打了回去。21日3时30分，越军又以一个排偷袭“李海欣高地”。解放军第236团8连依托阵地给来越军以迎头痛击，再次将越军打退。拂晓，越军以两个排兵力分多路同时向解放军24号、25号阵地发起大规模反扑，但在解放军3营抗击下失败。22日晨，越军又以班排兵力两次袭击“李海欣高地”，均被解放军以猛烈火力打退。第236团3营在接防“李海欣高地”48小时内，共打退越军班排规模反扑5次，毙越军24人，伤越军22人，摧毁越军工事14个；而解放军仅1人轻伤，以小的代价换取了大的胜利。7月20日23时至21日凌晨，越军乘解放军第236团换防立足未稳之机，组织约两个排兵力，在炮火掩护下，先后三次向该团3营阵地偷袭，解放军阵地共落弹千余发。第236团及时组织炮火反击，以160迫击炮连对越军迫击炮阵地、观察所、指挥所等目标进行压制，以82迫击炮连对161高地之越军行监视射击。共耗弹491发，歼越军10名，粉碎了越军偷袭企图。
8月13日夜，越军第881团6连利用夜暗，在炮火掩护下向解放军第239团3连的D52阵地摸来。22时10分，越军先以一个组在21号哨位—侧用火力吸引解放军注意力，其主力向解放军21、22、23号哨位实施攻击。解放军第239团3连各哨位沉着应战，待越军进至阵地前15米左右时同时猛烈开火；该团1炮连也以两个排齐射轰击来越军。激战十分钟，毙伤越军3名。少顷，在解放军3连指挥所与哨位有线联络中断之时，越军再次对22、23号哨位发起进攻．但很快又被解放军打退。越军仍不甘失败，又于22时50分以部分兵力向解放军D68阵地佯动，其主力转攻21号哨位，越军445高地的机枪亦向21号哨位猛烈扫射。解放军主阵地17、19号哨位和60迫击炮班迅即以火力支援21号哨位战斗，团指挥所亦令1炮连和100迫击炮2连对445高地之越军火力行压制射击，战况异常撒烈。激战至23时17分，越军撤退。在两个多小时激战中，该连1排和3排官兵依托阵地巧打巧藏，打退了越军三次进攻，毙越军3人、伤越军5人；解放军3连无一伤亡。
8月17日21时许，第239团1营接到集团军观察所的越军情通报，当即做好了战斗准备。21时30分，解放军D5l阵地哨兵发现有五六十个亮点向解放军阵地运动，至解放军阵地前数千米处时全部熄灭。几分钟后．越军一个班兵力开始向解放军D51阵地东南侧4号哨位攻击，另约一个排兵力向该阵地西北侧迂回，对该阵地形成合围态势。越军在其伴随炮兵和轻重机枪火力掩护下，对解放军D51阵地进行连续攻击。解放军防御分队在炮兵支援下以定向雷、手榴弹、爆破筒和步机火力反击，一连打退越军四个波次进攻。越军进攻未逞，遂对解放军D51阵地实施炮击。解放军阵地落弹450余发，6号、2号哨位的战斗工事全部被炸毁。越军炮击20分钟后，约一个加强排兵力又对D51阵地发起围攻。第239团急令两个营属炮连对越军行压制射击；步兵第3连坚守该阵地，奋勇抗击越军进攻。至23时25分，终将越军第二次两个波次的攻击打退。当越军撤退时，为断越军退路，解放军第239团复令两个营属炮连对D51阵地前150米处行半圆形拦阻射击，有效地杀伤了越军。战斗至18日2时许结束。共毙越军21名，伤越军20名；解放军3连有两名战士牺牲，两人受轻伤。

### 旱季作战阶段
11月22日晚，越军以两个加强班兵力．在炮火掩护下向第238团5号阵地实施偷袭，连续两次进攻都被打退。24日凌晨，又以一个加强排隐蔽地包围了解放军八里河东山18号通道9号哨位。坚守该哨位的解放军第238团1机连2班六名战士连续打退越军三次进攻，歼越军6人。该班新战士李少云，双腿被越军弹射穿，仍坚持战斗，后阵亡。
1988年1月31日凌晨，第235团4连的24号阵地4号哨位发现约两个班的越军向解放军阵地摸来。25号，哨位的战土听到越军脚步声后，果断地起爆了两颗定向雷，团炮群同时以炮火断越军退路。解放军4连指战员乘越军混乱之机冲出洞口，与越军展开战斗。经两分钟激战，越军撤退，该连战士王学明等三人乘机跳出哨位进行追击，缴获3支冲锋枪和l具火箭筒。
1988年3月9日8时许，守卫在C33（左八）阵地的第241团1连副班长秦可军、1机连班长李华军，在1号哨位发现几十米外浓雾中有人影晃动，当即率三名战士在哨位前数十米处设伏。几分钟后．三名越军—前两后向解放军哨位摸进。当第一名越军进入伏击圈时，秦可军等一跃而起将其生俘．后两名越军乘机回窜。经审问，该俘系越军第312师141团2营6连上等兵，名黎维由。这是1984年以来野战部队在老山主战场首次生俘越军。
3月12日20时许，越军一个加强排兵力分多路向解放军第241团1、2连守卫的C33、B29、B30阵地袭来。当—小股越军摸到C33阵地2号哨位前十米处时，该哨位当即起爆定向雷，炸死炸伤4名越军，迫越军撤退。与此同时，B29、B30阵地指战员与来袭之越军展开战斗。在解放军炮兵和步机火力的猛烈打击下，越军撤退。少顷，越军炮兵向解放军阵地前沿和纵深实施火力报复，20分钟内发射炮弹400余发，造成解放军B29、B30阵地通信线路全部中断，但解放军人员无伤亡。

### 炮兵作战
根据云南前指关于对越军指挥所、弹药库、炮阵地等重要目标，在确实查明情况时，用适量炮弹予以摧毁的指示，解放军集团军于1987年5月29日至6月l日组织了首次炮击作战(代号“5.12行动”)。第79师以四个152加榴炮连和师直瞄火力队，对越军1063高地南侧迫击炮连和654高地指挥(观察)所、398高地火力点行歼灭(破坏)射击：第80师以130加农炮、122榴弹炮各—个连对越军184高地西南500米处的榴炮连、E4阵地直瞄炮行歼灭射击；集团军炮兵群以两个130加农炮连对越军坂兴西南1400米处的弹药所行破坏射击；另组织了八个炮兵连对越军七个观察所、四个炮兵连、两个火力点，二门直瞄炮实施临时压制射击，较好地掩护了炮兵主力的作战行动。作战中各师或炮兵群根据目标暴露征候自行掌握开火时机，增强了射击效果：同时，还对临时增加的33个目标实施了压制射击：此战，共耗弹1769发，歼越军75人，歼越军榴炮连和迫击炮连各1个，摧毁越军火炮6门、机枪5挺、冲锋枪1支、火箭筒1具、观察器材两部，破坏越军观察所3个、阵地指挥所两个、各种工事30个，引爆弹药所3个。
经云南前指批准，解放军集团军于6月20日至23日组织了第二次炮击作战(代号“6.04行动”)。第79师以五个152加榴炮连、六个122榴炮连、一个160迫击炮连和一个120迫击炮连，分别对越军832高地，黄罗、1063高地、326高地、398高地、C18高地、B10阵地上的迫击炮阵地、支撑点、火力群等七个目标行歼灭(破坏)射击；第80师以152加榴炮、122榴弹炮、100迫击炮、160迫击炮各两个连，分别对越军D32、D40、354高地东侧、E10阵地北侧、D21阵地东北200米等处的屯兵洞、指挥(观察)所、火力群等五个目标行歼灭射击，另以十八个炮兵连行监视、掩护射击。此次炮击采取集团军统一指挥、各炮同时开火的方法，对当面之越军的防御和“跳板”阵地实施了重点炮击。各参战部队巧妙组织火力，灵活运用战法，共耗弹4768发，歼越军122人，重创越军大口径炮兵连1个，摧毁越军火炮9门、机枪10挺、连指挥所1个、屯兵洞4个、观察所6个、各种工事59个，引爆弹药库1座，毁坏其指挥器材、通信器材、轻武器及各种弹药一批。
围绕为雨季出击作战进行光明火力佯动和火力准备的战术目的，锻炼和提高炮兵部(分)队夜间炮击作战的能力，解放军集团军于8月2日至8日组织了第三次炮击作战(代号“7.14行动”)，第79师以一个130加农炮营、四个152加榴炮连、六十122榴弹炮连、六十迫击炮连又一个排，分别对朗臧，黄罗、968高地、326高地以及C15，A38、B23、c4诸阵地上越军炮兵阵地、支撑点、屯兵洞、火力群等八个目标行歼灭(破坏)、压制射击；第80师以六个152加榴炮连、一个122榴炮连、八个迫击炮连，分别对183高地，907高地、432高地、831高地南400米处以及D61、E11、E8、D47诸阵地的越军炮兵阵地、支撑点、火力群等八个目标行歼灭(破坏)射击；集团军炮兵群两个152加榴炮连茨竹坪东南400米处的越军炮兵连行歼灭(破坏)射击。同时还以十九个炮兵连对临时出现的三十个目标实施了压制射击。此次炮击采取集中指挥与分散指挥相结合的力法，昼夜实施。共耗弹9348发，歼越军261人，歼灭越军大口径炮兵连3个，毁越军火炮10门，机枪15挺、观察所12个、指挥所2个、屯乒洞14个、各种工事138个、军车9辆，引爆弹药所5个，毁坏越军指挥器材、通信器材材、轻武器一批。
为进一步进行雨季出击作战的火力佯动和火力准备，在侦知越军第312师换防后具体部署的基础上，集团军选定距解放军步兵预定出击点较近且对解放军威胁较大的越军前沿支撑点、火力群和纵深内火口径炮兵连等十六个目标，于9月7日至10日组织了第四次炮击作战(代号“8.13行动”)。第79师以两个130加农炮连、五个152加榴炮连、三个122榴炮连、七个迫击炮连和两门85加农炮，分别对朗臧东北300米、朗冲南500米、254高地、737高地以及C7、C31、C5、C18诸高地的越军迫击炮连、火力群、支撑点等目标行破坏射击；第80师以一个130加农炮营、一个152加榴炮连、五个122榴弹炮连、六个迫击炮连，分别对186、876，915高地及D17、E9、D59、D64诸阵地之越军迫击炮连、火力群、支撑点等目标行歼灭(破坏)射击；同时还以十三个炮兵连对临时出现的三十五个目标实施了压制射击。此次炮击作伐，共使用199门火炮，耗弹8940发(其中122口径以上3395发)，歼越军243人，歼灭越军大口径炮兵连3个，摧毁越军火炮5门、各类枪19支(挺)、观察(指挥)所4个、屯兵洞4个、各种工事94个、军车1辆，引爆越军弹药库(所)6个。
越军第312师接防后经常利用试射向解放军炮击，对解放军构成一定威胁。为破坏越军试射计划并挫其锐气，解放军集团军在积极开展冷炮歼越军活动的同时，于10月11日至23日组织十九个炮兵连，对越军炮兵阵地、支撑点等十一个目标进行了歼灭(破坏)射击。14、15两日，越军动用前沿迫击炮兵和纵深内部分大口径炮兵，从十余个发射阵地有计划有目的地对解放军防御前沿及纵深目标实施大规模炮击。解放军炮兵部队沉着应战，先后以一个炮群共二十二个炮兵连，对越军三十二个目标进行了反炮击作战。此次炮击与反炮击作战，各步兵团和炮兵群依照“什么时候战机有利什么时候打”的原则自行组织实施，十二天内耗弹7194(其中122口径以上4964发)，歼越军118人，歼灭越军炮兵连4个，重创越军炮兵连9个；另击毁越军迫击炮3门、机枪3挺，摧毁越军各种工事58个、观察(指挥)所3个，引爆越军弹药厍(所)13个。
11月11日至26口，集团军组织了第六次炮击作战。目的是为了摸清越军第312师的活动规律，同时不让越军掌握解放军早季炮击作战规律。此次作战，第79师以两个152加榴炮连、一个130加农炮连，分别对738高地东南侧、班曼西南1000米处、196高地南侧等地的越军炮兵连行歼灭射击；第80师以五个152加榴炮连，对184高地南侧、楠友西南侧越军炮兵连行歼灭射击；集团军炮兵群以两个130加农炮连对朗沙桥南200米处越军炮兵连行歼灭射击。炮击中，集团军统一掌握，集中火力，逐个歼灭，一至两天射击一个目标，既不使战场“升温”，又便于观察验证射击效果，更有利于解放军有足够的机动火力防越军火力报复。历时16天的炮击作战，耗弹2770发，毙伤越军95人，歼灭越军大口径炮兵连2个，重创越军大口径炮乓连6个；击毁越军火炮12门、军车1辆、电台2部、各种工事24个、指挥所1个，引爆弹药库(所)9个，取得了旱季炮击作战的胜利。
根据云南前指关于“保持战场平静，适当进行—些炮击作战”的指示，集团军于1987年12月组织了第七次炮击作战，11日至15日，第80师以两个152加榴炮连和一个130加农炮连，分别刘154高地后侧，朗冲东350米处越军炮兵连进行歼灭射击；24日至25日，第79师以两个152加榴炮连、两个130加农炮连，分别对南爹西北侧、159高地、右石门等处越军炮兵连行歼灭射击。此次炮击不仅打击了越军，而且保证了解放军老山和八里河东山方向调整防御部署顺利进行。此战耗弹2500发，歼越军35人，歼灭越军152加榴炮连1个，重创越军炮兵连2个，击毁故火炮6门，推毁越军各种工事14个，引爆弹药库(所)5个。
1988年2月，根据云南前指关于“打出技侦反映，查明越军部署”的要求，集团军于10日至12日组织了第八次炮击作战。第79师以两个122榴弹炮连，分别对1063高地、朗屏、C5和C7等阵地的越军指挥所、支撑点、炮兵连等目标行歼火(破坏)射击；第80师以一个130加农炮营、一个100迫击炮连又—个排，对朗臧东北300米、1081高地、738高地越军炮兵阵地行歼灭射击；另组织六个炮兵连对计划外的十一个目标实施了临时压制射击。共耗弹4054发，毙伤越军101人，重创越军大口径炮兵连2个，击毁越军火炮12门、机枪3挺、电台2部，摧毁各种工事30个，指挥(观察)所2个，引爆弹药库(所)3个。达到了火力侦知越军部署、进一步扩大战果的目的。

## 收尾
1988年4月30日，成都军区陆军第十三集团军进入战区，接替陆军第二十七集团军所属部队防务。